# Julius Wirtz
Julius Wirtz (* 16. Mai 1875 in Trier; † 15. Oktober 1952 ebenda; vollständiger Name: Julius Reinhold Hubert Wirtz) war ein deutscher Architekt und Dombaumeister. Sein Hauptwerk waren zahlreiche Sakralbauten.

## Leben
Sein Vater war der 1898 verstorbene Architekt und Dombaumeister Reinhold Wirtz.
Nach seinem Abitur am Gymnasium in Trier wurde er u. a. von seinem Vater an der Höheren Bauschule Köln sowie an der Technischen Hochschule Aachen ausgebildet.
Nach dem Tode seines Vaters 1898 brach Julius Wirtz sein Studium ab und ihm wurde auf Drängen des Trierer Domkapitels Wilhelm Schmitz zu Seite gestellt, um die zahlreichen kirchlichen Bauten des Büros Reinhold Wirtz fachmännisch durch das gemeinsame Büro durchzuführen.
Ab 1908 (andere Quellen geben 1911 an) leitete Julius Wirtz das väterliche Büro und 1912 erfolgte seine Bestellung als Dombaumeister und Sachverständiger u. a. jeweils getrennt durch das Generalvikariat in Trier.
Er war seit 1907 mit Maria Wirtz geborene Chalier verheiratet und von 1914 bis 1918 als Soldat im Ersten Weltkrieg im Einsatz.
Der Orden Pro Ecclesia et Pontifice wurde ihm 1933 im Zusammenhang mit der baulichen Leitung der Heiligrock-Ausstellung verliehen und während des Zweiten Weltkriegs war er von 1939 bis 1945 als Offizier im Einsatz.

## Bauten und Entwürfe

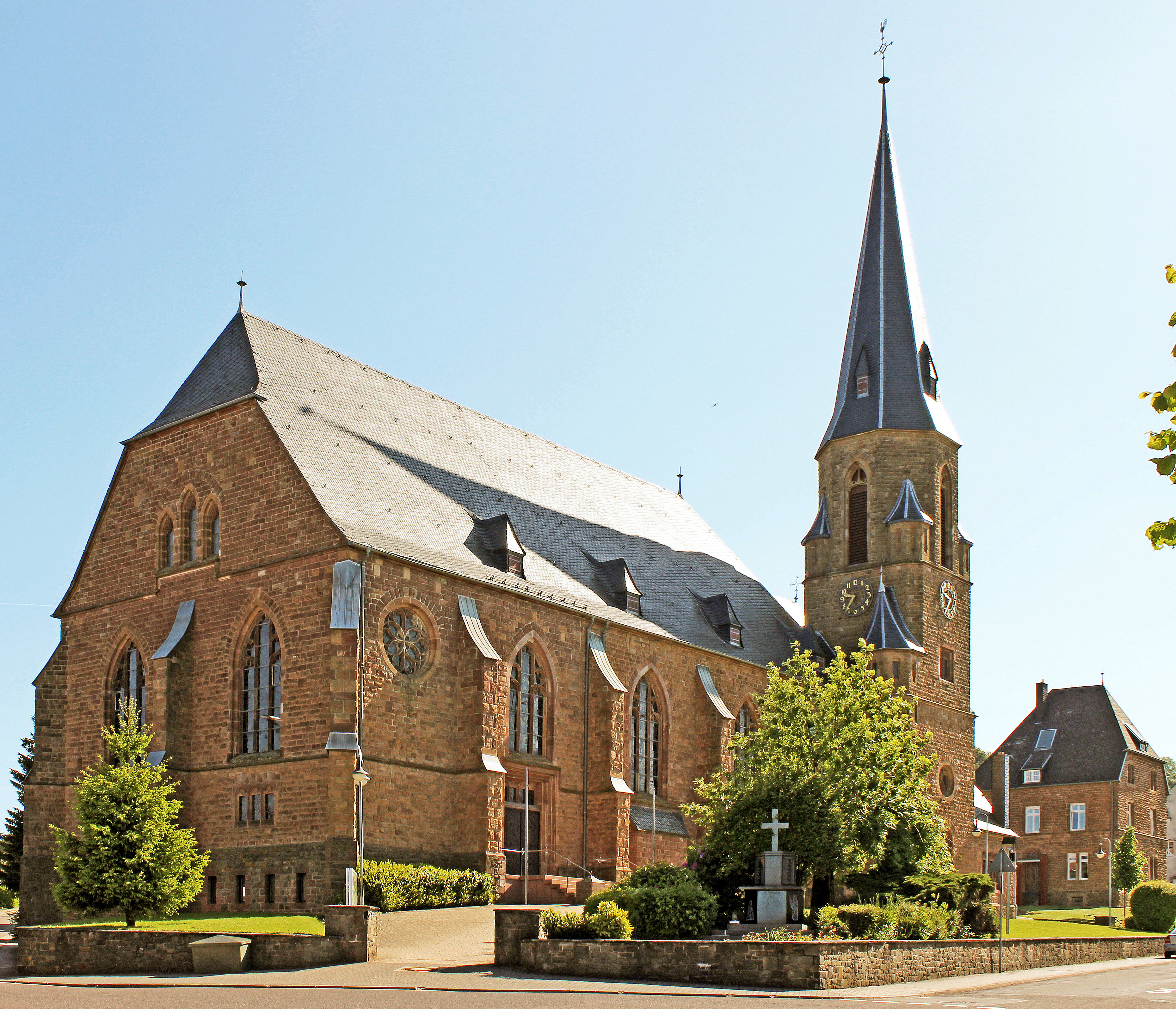
Herz-Jesu-Kirche in Gesaubach

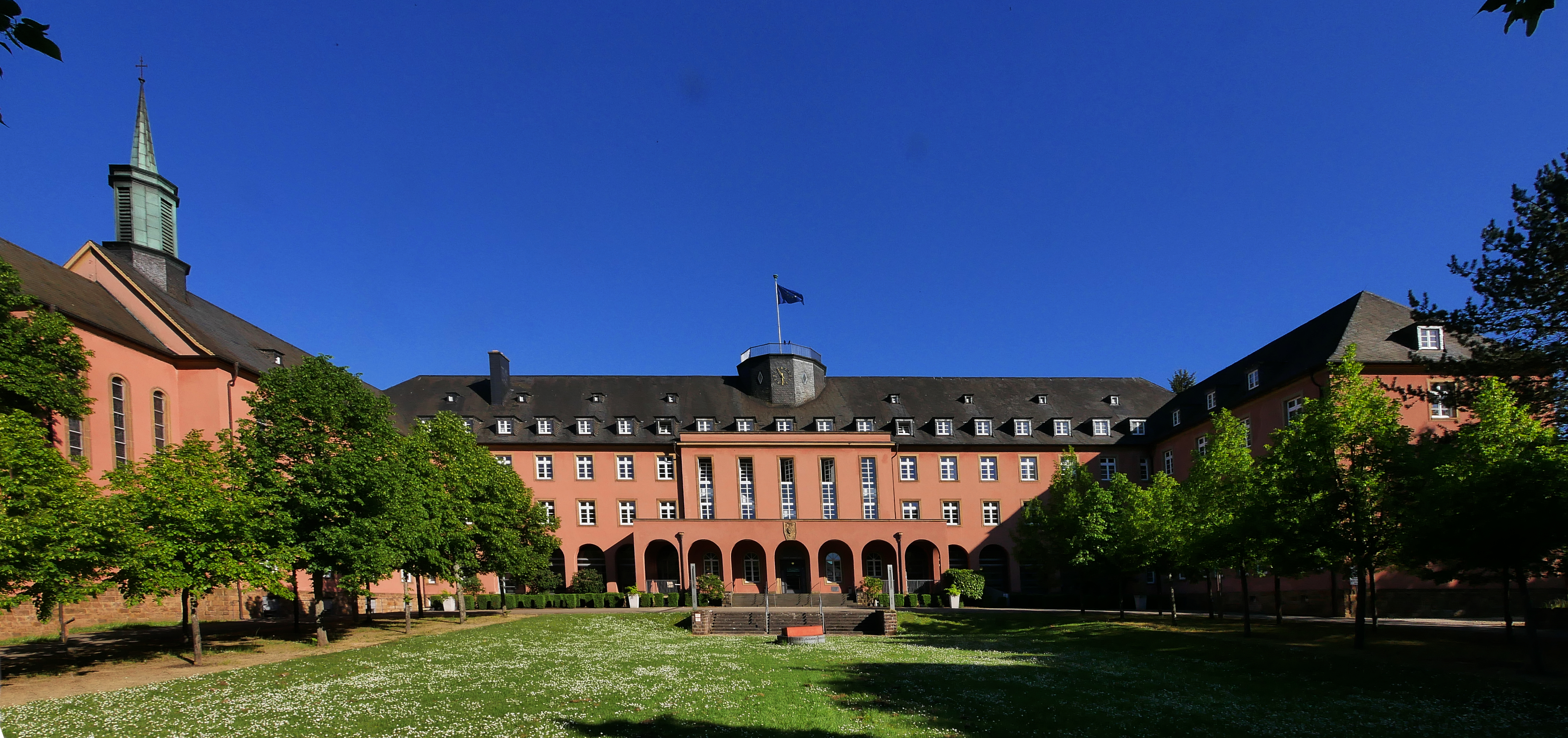
Ehemaliges Priesterseminar Rudolfinum in Trier

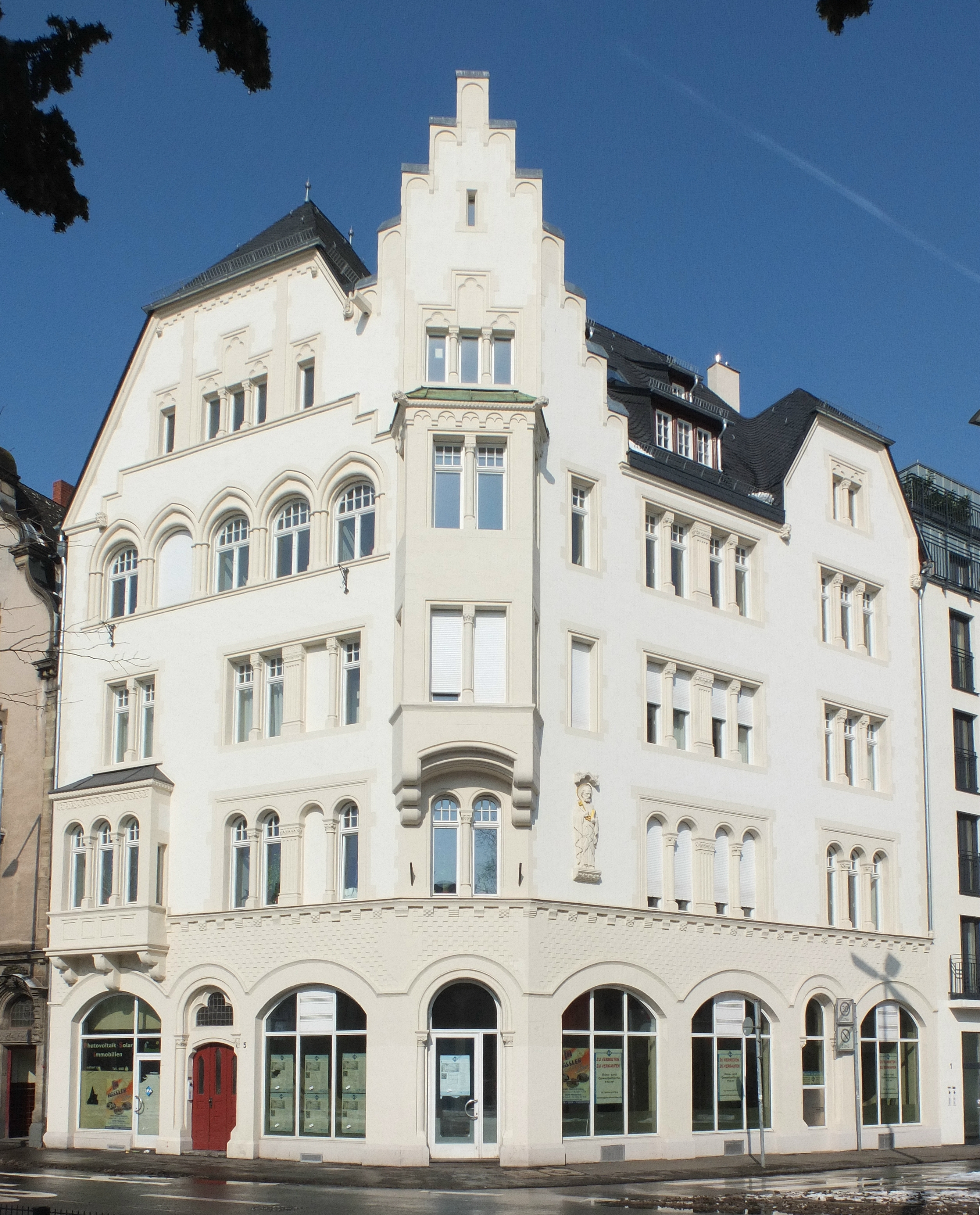
Wohn- und Geschäftshaus (1905) in Trier, Porta-Nigra-Platz 5

- 1903–1907: Katholische Pfarrkirche St. Peter in Alsdorf (Eifel), Hauptstraße 43
- 1905: viergeschossiges Wohn- und Geschäftshaus in Trier, Porta-Nigra-Platz 5
- 1907–1908: Katholische Pfarrkirche Sankt Eligius in Badem (Eifel), Kirchstraße 19a[3]
- 1909–1910: Katholische Pfarrkirche St. Martin („Saardom“) in Wiltingen
- 1909–1910: Katholische Filialkirche St. Antonius von Padua, an der Antoniusstraße in Niedersaubach[4][5]
- 1910: Katholische Pfarrkirche Herz-Jesu-Kirche in Gresaubach
- 1912–1913: Katholische Pfarrkirche St. Aloysius in Steinbach
- 1912–1916: Katholische Pfarrkirche St. Josef in Olmscheid
- 1913: Erweiterung der katholischen Pfarrkirche Sankt Nikolaus in Neuerburg (Eifel), Burgfried 2[6]
- 1914–1918: Katholische Pfarrkirche Sankt Agatha in Bongard (Eifel), Blankenheimer Straße
- 1927–1929: Erweiterung der katholischen Pfarrkirche St. Maximin in Rommersheim
- 1927–1928: Welschbachstraße, Kath. Kirche St. Laurentius in Welschbach gemeinsam mit Ertz
- 1929–1930: Trier Priesterseminar Rudolfinum in Trier, heute Robert-Schumann-Haus
- 1930–1931: Katholische Filialkirche St. Valentin in Jucken in der Eifel
- 1932–1933: Katholische Pfarrkirche Herz-Jesu-Kirche an der Pastor-Schulz-Straße 10 in Wustweiler